# Ferrocarril Económico Correntino
| Bahnhof Corrientes Zwischenhalt an einer der Bahnstationen |                     |                                |                                |
| Ungefährer Streckenverlauf |                     |                                |                                |
| Streckenlänge: | 226 km              |                                |                                |
| Spurweite: | 600 mm (Schmalspur) |                                |                                |
| Streckengeschwindigkeit: | 20 km/h             |                                |                                |
| |                     |                                |                                |
| \| \| 0,0 \| Corrientes \| Corrientes \| \| \| 1,0 \| km 1 \| km 1 \| \| \| 4,0 \| Nationalstraße 12 \| Nationalstraße 12 \| \| \| 4,0 \| Facultad \| Facultad \| \| \| 6,5 \| Palmera \| Palmera \| \| \| 8,1 \| km 8 \| km 8 \| \| \| 9,5 \| Laguna Brava \| Laguna Brava \| \| \| 13,2 \| km 13 \| km 13 \| \| \| 15,3 \| Villa Solari \| Villa Solari \| \| \| 18,0 \| Santa Ana de los Guácaras \| Santa Ana de los Guácaras \| \| \| 22,9 \| Abzweigung der Werksbahn \| Abzweigung der Werksbahn \| \| \| 23,7 \| Ingenio Primer Correntino \| Ingenio Primer Correntino \| \| \| 23,0 \| Juan Ramón Vidall \| Juan Ramón Vidall \| \| \| 23,0 \| Abzweigung der Werksbahn \| Abzweigung der Werksbahn \| \| \| 36,0 \| San Cosme \| San Cosme \| \| \| 24,0 \| km 24 \| km 24 \| \| \| 25,2 \| Colonia Álvarez \| Colonia Álvarez \| \| \| 30,6 \| km 31 \| km 31 \| \| \| 33,0 \| km 33 \| km 33 \| \| \| 33,5 \| Arroyo Riachuelo \| Arroyo Riachuelo \| \| \| 35,0 \| San Luis del Palmar \| San Luis del Palmar \| \| \| 41,5 \| km 42 \| km 42 \| \| \| 47,0 \| Caruso \| Caruso \| \| \| 48,7 \| km 49 \| km 49 \| \| \| 54,5 \| km 55 \| km 55 \| \| \| 56,7 \| km 57 \| km 57 \| \| \| 60,6 \| km 61 \| km 61 \| \| \| 62,0 \| Arroyo Riachuelito \| Arroyo Riachuelito \| \| \| 63,0 \| Riachuelito \| Riachuelito \| \| \| 68,0 \| Herlitzka \| Herlitzka \| \| \| 75,7 \| km 76 \| km 76 \| \| \| 83,5 \| km 84 \| km 84 \| \| \| 89,0 \| km 89 \| km 89 \| \| \| 95,0 \| km 95 \| km 95 \| \| \| 103,0 \| Cerdo Cué \| Cerdo Cué \| \| \| 118,2 \| La Flea \| La Flea \| \| \| 123,0 \| Lomas de Vallejos \| Lomas de Vallejos \| \| \| 124,0 \| Gabelung bei Lomas de Vallejos \| Gabelung bei Lomas de Vallejos \| \| \| 132,3 \| Loma Alta \| Loma Alta \| \| \| 137,6 \| Cerrito \| Cerrito \| \| \| 138,0 \| Paso Florentín \| Paso Florentín \| \| \| 141,0 \| Puisoye \| Puisoye \| \| \| 147,5 \| km 148 \| km 148 \| \| \| 153,0 \| General Paz in Caá Catí \| General Paz in Caá Catí \| \| \| 160,0 \| Manantiales \| Manantiales \| \| \| 162,4 \| Ex-Manantiales \| Ex-Manantiales \| \| \| 162,4 \| Abzweigung für Güterverkehr \| Abzweigung für Güterverkehr \| \| \| 168,2 \| Francisco Gauna \| Francisco Gauna \| \| \| 178,0 \| Mburucuyá[1] \| Mburucuyá[1] \| |                     |                                |                                |
| Kopfbahnhof Streckenanfang (Strecke außer Betrieb) | 0,0                 | Corrientes                     | Corrientes                     |
| Haltepunkt / Haltestelle (Strecke außer Betrieb) | 1,0                 | km 1                           | km 1                           |
| Bahnübergang (Strecke außer Betrieb) | 4,0                 | Nationalstraße 12              | Nationalstraße 12              |
| Haltepunkt / Haltestelle (Strecke außer Betrieb) | 4,0                 | Facultad                       | Facultad                       |
| Haltepunkt / Haltestelle (Strecke außer Betrieb) | 6,5                 | Palmera                        | Palmera                        |
| Haltepunkt / Haltestelle (Strecke außer Betrieb) | 8,1                 | km 8                           | km 8                           |
| Haltepunkt / Haltestelle (Strecke außer Betrieb) | 9,5                 | Laguna Brava                   | Laguna Brava                   |
| Haltepunkt / Haltestelle (Strecke außer Betrieb) | 13,2                | km 13                          | km 13                          |
| Haltepunkt / Haltestelle (Strecke außer Betrieb) | 15,3                | Villa Solari                   | Villa Solari                   |
| Haltepunkt / Haltestelle (Strecke außer Betrieb) | 18,0                | Santa Ana de los Guácaras      | Santa Ana de los Guácaras      |
| Abzweig geradeaus und nach links (Strecke außer Betrieb) · Strecke von rechts (außer Betrieb) | 22,9                | Abzweigung der Werksbahn       | Abzweigung der Werksbahn       |
| Strecke (außer Betrieb) | 23,7                | Ingenio Primer Correntino      | Ingenio Primer Correntino      |
| Bahnhof (Strecke außer Betrieb) | 23,0                | Juan Ramón Vidall              | Juan Ramón Vidall              |
| Abzweig geradeaus und nach links (Strecke außer Betrieb) · Strecke von rechts (außer Betrieb) | 23,0                | Abzweigung der Werksbahn       | Abzweigung der Werksbahn       |
| Strecke (außer Betrieb) | 36,0                | San Cosme                      | San Cosme                      |
| Haltepunkt / Haltestelle (Strecke außer Betrieb) | 24,0                | km 24                          | km 24                          |
| Haltepunkt / Haltestelle (Strecke außer Betrieb) | 25,2                | Colonia Álvarez                | Colonia Álvarez                |
| Haltepunkt / Haltestelle (Strecke außer Betrieb) | 30,6                | km 31                          | km 31                          |
| Haltepunkt / Haltestelle (Strecke außer Betrieb) | 33,0                | km 33                          | km 33                          |
| Brücke über Wasserlauf (Strecke außer Betrieb) | 33,5                | Arroyo Riachuelo               | Arroyo Riachuelo               |
| Bahnhof (Strecke außer Betrieb) | 35,0                | San Luis del Palmar            | San Luis del Palmar            |
| Haltepunkt / Haltestelle (Strecke außer Betrieb) | 41,5                | km 42                          | km 42                          |
| Haltepunkt / Haltestelle (Strecke außer Betrieb) | 47,0                | Caruso                         | Caruso                         |
| Haltepunkt / Haltestelle (Strecke außer Betrieb) | 48,7                | km 49                          | km 49                          |
| Haltepunkt / Haltestelle (Strecke außer Betrieb) | 54,5                | km 55                          | km 55                          |
| Haltepunkt / Haltestelle (Strecke außer Betrieb) | 56,7                | km 57                          | km 57                          |
| Haltepunkt / Haltestelle (Strecke außer Betrieb) | 60,6                | km 61                          | km 61                          |
| Brücke über Wasserlauf (Strecke außer Betrieb) | 62,0                | Arroyo Riachuelito             | Arroyo Riachuelito             |
| Haltepunkt / Haltestelle (Strecke außer Betrieb) | 63,0                | Riachuelito                    | Riachuelito                    |
| Bahnhof (Strecke außer Betrieb) | 68,0                | Herlitzka                      | Herlitzka                      |
| Haltepunkt / Haltestelle (Strecke außer Betrieb) | 75,7                | km 76                          | km 76                          |
| Haltepunkt / Haltestelle (Strecke außer Betrieb) | 83,5                | km 84                          | km 84                          |
| Bahnhof (Strecke außer Betrieb) | 89,0                | km 89                          | km 89                          |
| Haltepunkt / Haltestelle (Strecke außer Betrieb) | 95,0                | km 95                          | km 95                          |
| Haltepunkt / Haltestelle (Strecke außer Betrieb) | 103,0               | Cerdo Cué                      | Cerdo Cué                      |
| Haltepunkt / Haltestelle (Strecke außer Betrieb) | 118,2               | La Flea                        | La Flea                        |
| Bahnhof (Strecke außer Betrieb) | 123,0               | Lomas de Vallejos              | Lomas de Vallejos              |
| Verschwenkung von links (Strecke außer Betrieb) · Verschwenkung von rechts (Strecke außer Betrieb) | 124,0               | Gabelung bei Lomas de Vallejos | Gabelung bei Lomas de Vallejos |
| Strecke (außer Betrieb) · Haltepunkt / Haltestelle (Strecke außer Betrieb) | 132,3               | Loma Alta                      | Loma Alta                      |
| Haltepunkt / Haltestelle (Strecke außer Betrieb) · Strecke (außer Betrieb) | 137,6               | Cerrito                        | Cerrito                        |
| Strecke (außer Betrieb) · Haltepunkt / Haltestelle (Strecke außer Betrieb) | 138,0               | Paso Florentín                 | Paso Florentín                 |
| Bahnhof (Strecke außer Betrieb) · Strecke (außer Betrieb) | 141,0               | Puisoye                        | Puisoye                        |
| Haltepunkt / Haltestelle (Strecke außer Betrieb) · Strecke (außer Betrieb) | 147,5               | km 148                         | km 148                         |
| Strecke (außer Betrieb) · Kopfbahnhof Streckenende (Strecke außer Betrieb) | 153,0               | General Paz in Caá Catí        | General Paz in Caá Catí        |
| Haltepunkt / Haltestelle (Strecke außer Betrieb) | 160,0               | Manantiales                    | Manantiales                    |
| Haltepunkt / Haltestelle (Strecke außer Betrieb) | 162,4               | Ex-Manantiales                 | Ex-Manantiales                 |
| Abzweig geradeaus und nach rechts (Strecke außer Betrieb) | 162,4               | Abzweigung für Güterverkehr    | Abzweigung für Güterverkehr    |
| Haltepunkt / Haltestelle (Strecke außer Betrieb) | 168,2               | Francisco Gauna                | Francisco Gauna                |
| Kopfbahnhof Streckenende (Strecke außer Betrieb) | 178,0               | Mburucuyá                      | Mburucuyá                      |

Die Ferrocarril Económico Correntino war eine vom 23. September 1892 bis 1. November 1969 in der argentinischen Provinz Corrientes betriebene Wirtschaftsbahn mit den von den Decauville-Bahnen bekannten vorgefertigten Gleisjochen mit einer Spurweite von 600 mm.

## Streckenverlauf
Das 226 km lange Streckennetz führte durch folgende Verwaltungseinheiten: Departamento Capital, Departamento San Luis del Palmar, Departamento San Cosme, Departamento Mburucuyá und Departamento General Paz.
Die Strecke begann am Bahnhof Corrientes (km 0), der sich gegenüber dem Plaza Libertad befindet. Er umfasste ein Areal von 3 Blöcken, in denen sich Werkstätten, Lagerhäuser und ein Lokomotivdepot befanden. Die Nebenbahn verließ die Stadt Corrientes in Richtung Osten entlang der heutigen Avenida Centenario. Bei der Bahnstation Santa Ana de los Guácaras zweigte eine 750 m lange Werksbahn zur Zuckerfabrik ab. Am Bahnhof Juan Ramón Vidall zweigte eine weitere, 13 km lange, private Werksbahnstrecke nach San Cosme ab, die zu Ingenio Primer Correntino (damals Sociedad Anónima Río Paraná Azucarera, S.A.R.P.A.) gehörte.
Vom Bahnhof Juan Ramón Vidall führte die Wirtschaftsbahn weiter zum Bahnhof Lomas de Vallejos (km 123,0 ), gabelte sich die Strecke zum Bahnhof General Paz in Caá Catí) und Mburucuyá. Im Bahnhof von Lomas de Vallejos wurden Wartungsarbeiten an den Zügen durchgeführt, und es gab einen Wassertank, der heute noch existiert, zum Wasserfassen der Dampflokomotiven. Die Nebenstrecke nach Caá Catí war 31 km lang und endete am Bahnhof General Paz (km 153,0) in Caá Catí. Der Abzweig nach Mburucuyá war 55 km lang und endete in einem Gleisdreieck am Bahnhof Mburucuyá (km 178,0), wobei am Haltepunkt Ex-Manantiales (km 162,4) eine Zweigstrecke für den Güterverkehr eingerichtet wurde, der in Schuppen endete, in denen die Wagen zum Beladen mit Obst abgestellt wurden, während der Zug nach Mburucuyá weiterfuhr, da dies der einzige Punkt auf der Strecke war, der über Lagerhallen für den Güterverkehr verfügte. In der Gegend von Manantiales wurde eine Zweigstrecke für eine Gerberei in der Nähe des Flusses San Lorenzo gebaut.
An die Hauptstrecke dieser Bahn schlossen sich acht private Abzweigungen mit einer Gesamtlänge von 26 km an: nach Puerto Italia in der Stadt Corrientes; von dem Ort in der Nähe der Zuckermühle namens Ballesteros nach Puerto de Santa Ana; Abzweigung nach San Cosme; von San Luis del Palmar zum landwirtschaftlichen Zentrum von Ramón Sánchez Negrete; von San Luis del Palmar zum Riachuelito-Bach; nach Tikino-Cué in der Nähe von San Luis del Palmar; und zwei weitere Abzweigungen von Santa Ana de los Guácaras nach Norden und Süden.
In der Stadt Corrientes gab es eine Zweigstrecke, die sich vom Hauptbahnhof 6 Blocks westlich entlang der Calle San Martín bis zur Calle Santa Fe erstreckte, mit einem Abzweigung über die Calle España zum Sägewerk Laudino Álvarez und einem weiteren Abzweig über die Calle Jujuy zu den Gleisen der Ferrocarril Nordeste Argentino (Nordost-Argentinische Eisenbahn). Von der Nähe des Hauptbahnhofs aus gab es eine weitere Zweiglinie nach Puerto Italia am Paraná-Fluss.
Die Ferrocarril General Urquiza bezeichnete Hauptstrecke von Corrientes nach Mburucuyá als „Ramal U-18“ und die Zweigstrecke von Lomas de Vallejos nach General Paz als „Ramal U-19“.

## Betrieb
Die Bahn verwendete Brennholz als Brennstoff für ihre Dampflokomotiven und erreichte eine Durchschnittsgeschwindigkeit von 7 km/h und eine Höchstgeschwindigkeit von 20 km/h, so dass die 178 km lange Strecke zwischen den Bahnhöfen Corrientes und Mburucuyá fast 26 Stunden dauerte. Aus diesem Grund wurden die Züge dieser Bahn umgangssprachlich auch als Siesta-Express bezeichnet.

## Geschichte
Die erste Bahn, die „Ferrocarril Primer Correntino“, war zwischen 1892 und 1904 in Betrieb, bis ein Teil der transportablen Gleise abgebaut wurde und anderswo als Werksbahn der Zuckerfabrik Ingenio Primer Correntino wieder verlegt wurde. Die zweite Bahn, die „Ferrocarril Correntino“, wurde ab 1908 betrieben und 1912 in „Compañía General de Ferrocarriles Económicos de la Provincia de Corrientes“ umbenannt. Sie beinhaltete einen Teil der früheren Strecke und wurde 1927 von der Provinzregierung von Corrientes erworben und in „Ferrocarril Provincial de Corrientes“ umbenannt, wobei der Name Ferrocarril Correntino bestehen blieb.
Im Jahr 1951 wurde die Bahn verstaatlicht, auf eine Spurweite von 1435 mm umgespurt und in die normalspurige Ferrocarril General Urquiza integriert. Nach der Einstellung des Betriebs am 1. November 1969 begann die Demontage der Bahn, einschließlich des Industriezweigs, der noch zwischen der Zuckerfabrik Primer Correntino und San Cosme in Betrieb war.

### Vorgeschichte
Am 12. Dezember 1885 verabschiedete die Abgeordnetenkammer der Provinz Corrientes ein Gesetz, das den Gouverneur Manuel Derqui ermächtigte, mit Eugenio Menvielle y Cía. einen Vertrag über den Bau und den Betrieb einer Linie von Pferdebahnen (ferrocarril de sangre oder tranvía) abzuschließen, die vom Hafen von Corrientes aus Fracht und Passagiere auf den Hauptstraßen der Stadt Corrientes befördern und über den öffentlichen Schlachthof bis in die Ortschaften San Luis del Palmar und San Cosme führen sollte. Das Gesetz sieht eine Frist von 8 Monaten ab Vertragsunterzeichnung für die Vorlage der Pläne für die Arbeiten und weitere 15 Monate für die Freigabe zur öffentlichen Nutzung vor.
Am 6. Oktober 1886 wurde ein neues Gesetz verabschiedet, das das vorherige Gesetz aufhob und die Vergabe der Arbeiten genehmigte, wobei die vorgelegten Pläne und Budgets genehmigt wurden. Ein weiteres Gesetz vom 2. Dezember 1886 genehmigte die Verlängerung der Straßenbahnlinie bis zur Stadt Itatí und eine Zweiglinie nach Riachuelo.4
Am 5. Februar 1887 wurde der Konzessionsvertrag unterzeichnet, der den Bau einer Straßenbahnlinie in der Hauptstadt und ihren Vororten sowie einer Eisenbahnlinie nach San Luis del Palmar und San Cosme und einer weiteren Strecke von San Cosme nach Itatí vorsah.

„Art. 2º Die Strecke wird am Hafen dieser Stadt beginnen, die Hauptstraßen der Stadt durchqueren, bis zum öffentlichen Schlachthof, Ziegelofen, Friedhof, etc. gemäß den genehmigten Plänen, und wird einerseits in der Stadt San Luis und andererseits in Itatí enden und Santa Ana und San Cosme berühren. Der Stadtverkehr wird mit der Straßenbahn oder Pferdebahn abgewickelt, auf deren Schienen die Lokomotiven bei Bedarf fahren.“

Die Arbeiten begannen am 24. Juli 1887 entlang des alten Camino Real de Lomas (oder de Este, später Avenida Centenario und heute Avenida Raúl Alfonsín), aber eine schwere wirtschaftliche und politische Krise legte die Arbeiten für einige Jahre lahm, das Unternehmen ging in Konkurs und die Konzession lief aus.

### Ferrocarril Primer Correntino
Der italienische Geschäftsmann Francisco Bolla erwarb 1890 die Zuckerfabrik Primer Correntino, deren Wirtschaftskrise das Projekt der Pferdebahn zum Stillstand gebracht hatte. Bolla erreichte, dass die Legislative der Provinz am 17. Dezember 1890 ein Gesetz verabschiedete (das am folgenden Tag in Kraft trat), das ihm die Konzession übertrug, allerdings nicht mehr für eine Linie von Pferdebahnen, sondern für den Bau und den Betrieb einer Dampfeisenbahnlinie mit dem Ziel, die Kosten für den Transport von Gütern (hauptsächlich Rohrzucker), Angestellten der Zuckermühle und anderen Passagieren zwischen der Zuckermühle und der Stadt Corrientes zu senken. Er war auch daran interessiert, die Strecke bis nach San Luis del Palmar zu verlängern, da es in dieser Gegend Wälder gibt, die Brennholz für die Dampflokomotiven liefern würden.
Die Konzession zum Bau und Betrieb war wie folgt:

„Art. 1° Dem Herrn Francisco Bolla wird die von ihm beantragte Konzession zur Errichtung einer Eisenbahnlinie unter folgenden Bedingungen und Konditionen erteilt:
1° Die zu bauende Strecke wird eine Schmalspur von 60 Zentimetern haben und mit Dampf betrieben werden, und die für die Strecke verwendeten Materialien müssen von höchster Qualität sein.
2° Die Strecke wird in zwei Zweige aufgeteilt, wobei der erste von der ersten Zuckermühle in Correntino nach Villa de San Luis und der zweite von derselben Zuckermühle in diese Hauptstadt führt.
3° Die privaten Grundstücke, die das Unternehmen für die Strecke und die Bahnhöfe beanspruchen kann, werden auf Kosten des Unternehmens enteignet, bevor die Gemeinnützigkeit erklärt wird, wie es das Gesetz vorschreibt. Die Gesellschaft erhält unentgeltlich alle öffentlichen Grundstücke entlang der Trasse und alle Grundstücke der Gemeinde, die für die Errichtung von Bahnhöfen notwendig oder aufgrund ihrer besonderen Lage angezeigt sind.
4° Die Strecke wird für einen Zeitraum von 30 Jahren ab der Eröffnung der Strecke von allen Steuern befreit sein.
5°  Die Stadtverwaltung von San Luis del Palmar wird ein Drittel des Gesamtwerts für den Bau einer Brücke über den Arroyo Riachuelo beisteuern, die das Unternehmen vorbehaltlich der Genehmigung der Pläne durch die Behörde bauen wird. Dieser Beitrag wird von der städtischen Kommission geleistet, die den Ausbau dieser Anlagen nach ihrem geschätzten Wert regelt, bis die angegebene proportionale Summe erreicht ist.
6° Der Betrieb der Eisenbahnlinie für Passagiere und Waren wird mindestens dreimal wöchentlich durchgeführt, und der Tarif wird von der Behörde festgelegt (…).
7° Die endgültigen Studien für den ersten Zweig der zu bauenden Strecke werden dem Europäischen Parlament innerhalb von 3 Monaten nach der Verkündung des vorliegenden Gesetzes zur Genehmigung vorgelegt, die für den zweiten Zweig 9 Monate später.
8° Das Unternehmen muss die zur öffentlichen Nutzung freigegebenen Arbeiten abschließen: den ersten Abschnitt 12 Monate nach Genehmigung der endgültigen Studien und den zweiten Abschnitt 18 Monate später.
9° Die Nichteinhaltung des vorstehenden Absatzes hat das Erlöschen der Konzession zur Folge.
Art. 2° Die Regierung bekommt für jede Reise zwei kostenlose Hin- und Rückfahrkarten erster Klasse zur Verfügung gestellt (…).“

Das Gesetz gewährte dem Unternehmen unentgeltlich die Grundstücke der Provinzen oder Gemeinden, durch die die Bahnstrecke führen sollte, und die durchzuführenden Enteignungen gingen zu Lasten des Unternehmens. Die Bahn war 30 Jahre lang von allen Steuern befreit und musste eine Mindestfrequenz von drei Fahrten pro Woche aufweisen, wobei die Fahrpreise von der Exekutive der Provinz festgelegt werden sollten.
Der Bau wurde von dem Ingenieur Juan Coll geplant, der auch das Regierungsgebäude der Provinz entworfen hatte. Der erste Abschnitt wurde zwischen der Zuckermühle Primer Correntino und San Luis del Palmar gebaut und per Dekret vom 23. September 1892 für den Betrieb freigegeben. Die Arbeiten am zweiten Abschnitt wurden jedoch per Dekret vom 17. Juli 1896 eingestellt, als die Regierung feststellte, dass die Gesellschaft die Bahnlinie von San Luis del Palmar bis zum Fluss Riachuelito illegal verlängert hatte und den Abschnitt von der Zuckermühle bis zur Stadt Corrientes ohne Genehmigung auf einer öffentlichen Straße baute. Darüber hinaus hatte das Unternehmen den ersten Abschnitt noch nicht in Betrieb genommen. Am 14. September 1896 erließ die Regierung von Corrientes ein weiteres Dekret, mit dem sie die Fortsetzung der Arbeiten genehmigte und eine Frist von sechs Monaten für deren Fertigstellung setzte. Gleichzeitig wurde der Abschnitt von der Zuckermühle bis San Luis del Palmar freigegeben.
Am 24. August 1898 wurde die Strecke von Corrientes nach San Luis del Palmar per Dekret für den Verkehr freigegeben und die Provinzregierung erklärte die Bauarbeiten für abgeschlossen, so dass die Strecke am 12. September 1898 in Betrieb genommen werden konnte. Er war berechtigt, auf Wunsch der Fahrgäste an jedem Punkt der Strecke anzuhalten.
Die Unternehmen von Bolla gerieten in eine Krise und am 14. September 1896 trat er die Konzession an seinen Bruder Camilo ab, die 1902 an die Erben seines Hauptgläubigers Ernesto Amadey überging. Im Jahr 1902 verfügte das Unternehmen über drei Lokomotiven, von denen eine der belgischen Marke Tubize (mit einem Gewicht von 12 Tonnen) und die beiden anderen der deutschen Firma Krauss (mit einem Gewicht zwischen 5 und 6 Tonnen). Sie hießen Roque (25 PS), Carlitos (10 PS) und Panchito (75 PS). Die drei kamen per Schiff im Hafen von Santa Ana am Paraná-Fluss (zwischen der Stadt Corrientes und Paso de la Patria) an und wurden von dort auf dem Landweg zur Zuckermühle gebracht. Es wurden Vignolschienen mit einem Metergewicht von 10 kg pro laufendem Meter verwendet, und es gab zwei Brücken: eine über den Riachuelo mit einer Länge von 50 m und eine über den Pelón-Bach mit einer Länge von 20 m. Die Schwellen wurden aus rotem Quebracho von 1,30 m × 0,20 m × 0,10 m hergestellt. Sie hatte drei Personenwagen, 120 Plattformwagen für Brennholz, 100 Güterwagen für Zuckerrohr und 30 Kipploren. Dann ging die Bahn in Konkurs und stellte 1904 ihren Betrieb ein. Ein Provinzgesetz vom 19. September 1904 erklärte die Konzession für erloschen und ordnete den Abbau der Gleise an, der nur teilweise durchgeführt wurde, einschließlich der Nebenstrecke zum Hafen von Santa Ana und der Stadt Corrientes.

### Ferrocarril Correntino

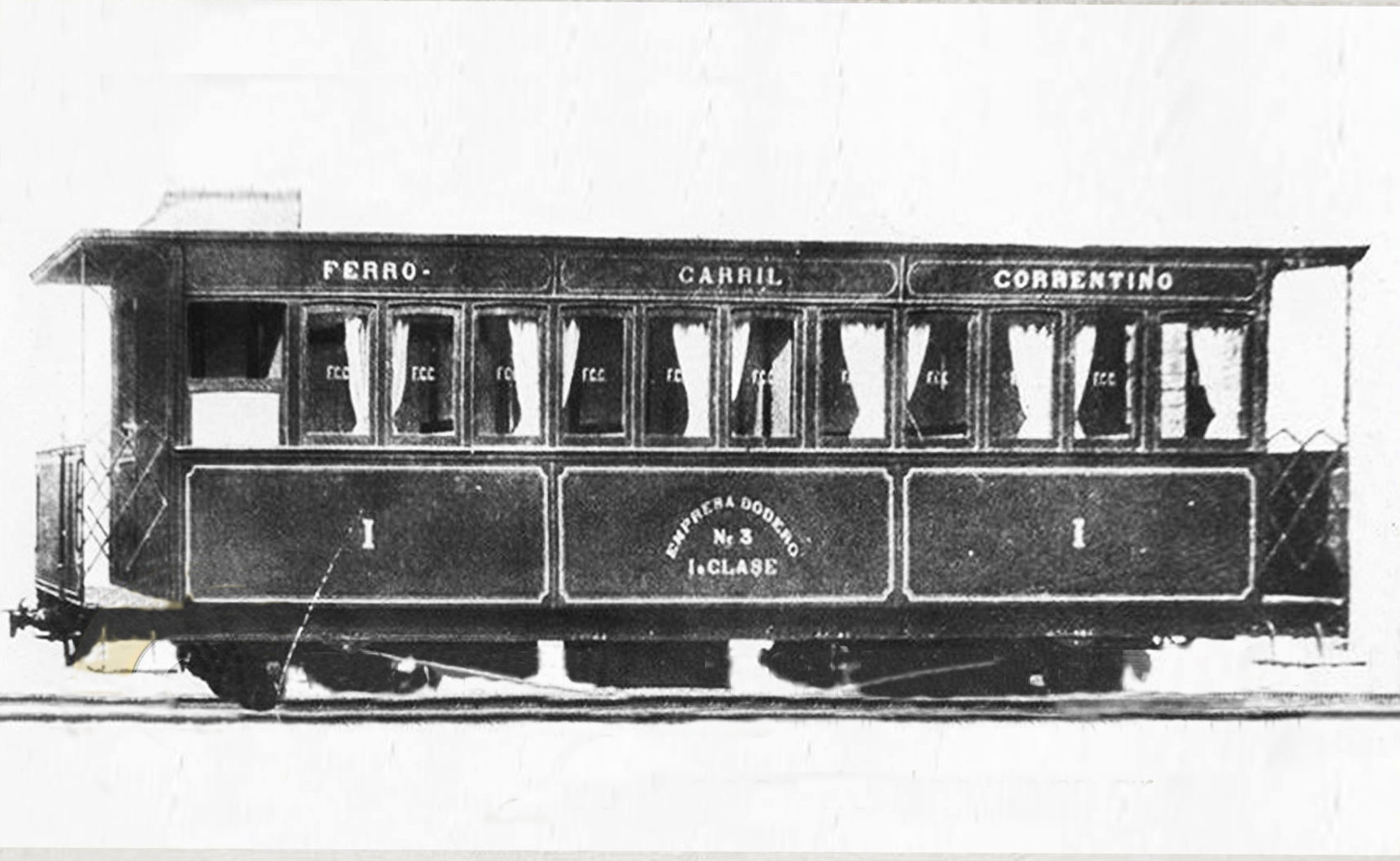
Señor Doderos Personenwagen, 1. Klasse für 20–30 Fahrgäste, elegante Ausstattung mit Querbänken, Sitzen und mit klappbaren Rücklehnen zwischen den Sitzen, elektrische Beleuchtung, Toilette, Schminktisch sowie Schraubenbremse

Am 25. September 1908 wurde ein neues Gesetz für eine 99-jährige Eisenbahnkonzession (geändert durch das Gesetz vom 11. September 1909) zugunsten des Schifffahrtsunternehmers Carlos Dodero verabschiedet, der zuvor die Konzession für die elektrische Straßenbahn in der Stadt Corrientes erhalten hatte. Er war verpflichtet, die Strecke mindestens 50 km pro Jahr auszubauen, und nach Ablauf der Konzession für den kommerziellen Betrieb sollte die Bahn in den Besitz der Provinz übergehen. Dodero wurde ermächtigt, den Rest der bestehenden Gleise und andere Elemente der Ferrocarril Primer Correntino, die die gleiche Strecke hatte, zu erwerben und die Ferrocarril Correntino (FCC) zu gründen. Carlos Dodero erhielt die Konzession für den Bau und den Betrieb eines Eisenbahnsystems, das von dieser Hauptstadt über Santa Ana, Ingenio Primer Correntino, San Luis bis nach Caá Cati (Gral. Paz) führt.
Um die Filialen zu errichten, wurde das Unternehmen am 23. Juni 1909 und am 23. Juli 1910 ermächtigt, zwei goldgedeckte Darlehen in Höhe von 2 bzw. 3 Millionen Pesos bei verschiedenen Banken, darunter Erlanger & Co. in London, aufzunehmen. Im Jahr 1909 wurde mit der Verlängerung der Strecke nach Nuestra Señora del Rosario de Caá Catí begonnen, wo der Bahnhof General Paz gebaut wurde. Diese Zweigstrecke wurde am 2. Juli 1911 nach dem Erwerb von Rollmaterial und Immobilien eröffnet. Die Zweigstrecke der Ferrocarril Primer Correntino von der Zuckerfabrik Primer Correntino zum Bahnhof Corrientes war aufgehoben worden, so dass eine neue auf einer anderen Strecke gebaut wurde, und der neue Bahnhof Corrientes wurde 1910 in drei Blöcken vor der Plaza Libertad eingeweiht, der vorherige befand sich in der Nähe der Plaza Cabral mit einer Verlängerung der Gleise zur Plaza Juan de Vera. 1910 wurde die Zweigstrecke von der Zuckerfabrik (Bahnhof J. R. Vidal) nach San Cosme eingeweiht.
Von Lomas de Vallejos aus wurde eine 178 km lange Nebenstrecke nach Mburucuyá gebaut, die 1911 eingeweiht wurde, so dass die Strecke insgesamt 208 km lang war. Der italienische Ingenieur Mauro Herlitzka, gleichzeitig Direktor der Banco Francés del Río de la Plata, war mit dem Bau beauftragt. Ein Gesetz vom 27. August 1913 genehmigte die Verlängerung der im Bau befindlichen Zweiglinie nach Mburucuyá über Saladas zum Hafen von Bella Vista und die Verlängerung der bestehenden Zweigstrecke von San Cosme nach Itatí, die jedoch nicht realisiert wurden.
Im Jahr 1910 bestand der Fahrzeugpark aus drei Lokomotiven und 32 Wagen, und es gab 25 Bahnhöfe. Unter den von Dodero erworbenen Fahrzeugen befand sich auch eine Diesellokomotive von Orenstein & Koppel deutscher Herkunft, die seit 1993 mit einer auf 0,500 m geänderten Spurweite auf dem Tren del Fin del Mundo in Ushuaia verkehrt. Weitere ähnliche Lokomotiven dieser Bahn sind in den Bahnhöfen Concordia Central und Paraná sowie im Museo Nacional Ferroviario Raúl Scalabrini Ortiz in Retiro, Buenos Aires City, ausgestellt.
Da Doderos Unternehmen nicht in der Lage war, seine Hypotheken zu bezahlen, trat Dodero 1912 mit Genehmigung der Provinzregierung die Hälfte der Anteile an der Ferrocarril Correntino an seine Gläubiger, hauptsächlich die Banco Francés, ab und gründete die Compañía General de Ferrocarriles Económicos de la Provincia de Corrientes S.A. (Allgemeine Gesellschaft der Wirtschaftsbahnen der Provinz Corrientes S.A.). Als sich das Defizit vergrößerte, übernahm 1926 die Banco Francés die Verwaltung der Bahn und ernannte ihren Angestellten J. O. Durruty zu ihrem Leiter.
Im Jahr 1924 beförderte sie 24.880 Passagiere und 20.955 Tonnen Fracht. Im Jahr 1925 verfügte sie über 8 Dampflokomotiven von Orenstein & Koppel (vier vierachsige mit 85 PS, eine dreiachsige mit 85 PS und drei dreiachsige mit 50 PS), 11 Personenwagen (fünf der 1. Klasse für 32 Fahrgäste und sechs der 2. Klasse für 36 Fahrgäste), 80 geschlossene Wagen und 150 Flachwagen (alle mit 8 Tonnen Ladekapazität). Sie beschäftigte maximal 120 Personen.

### Ferrocarril Provincial de Corrientes und Verstaatlichung
Infolge der Weltwährungskrise musste die Eisenbahngesellschaft einen Teil der Strecke verpfänden, und nach einem Rechtsstreit verfügte die Provinzregierung die Beschlagnahmung ihres Vermögens und vereinbarte 1926 die Übertragung der Verwaltung der Eisenbahn an die Provinz Corrientes. Das Unternehmen ging 1927 in den Besitz der Provinzregierung von Corrientes über und bildete die Provinzeisenbahn von Corrientes. In den 1940er Jahren bot die Provinzregierung der nationalen Regierung an, die Bahnstrecke von Lomas de Vallejos nach Mburucuyá auf Normalspur umzuspuren und mit der Ferrocarril Nord Este Argentino zu verbinden. Daraufhin wurde beschlossen, die Zweigstrecke nach San Cosme zu schließen und nur während der Zuckerrohrernte wieder zu öffnen.
Am 1. März 1949 wurde die Ferrocarril Nacional General Urquiza gegründet, nachdem Präsident Juan Domingo Perón im Jahr zuvor die Eisenbahnen verstaatlicht hatte. Das Verkehrsministerium und die Regierung von Corrientes unterzeichneten ein Abkommen über die unentgeltliche Übertragung des gesamten Eigentums und der Vermögenswerte der Corrientes-Eisenbahn, so dass am 11. Mai 1951 die 209 km der Provinzeisenbahn von Corrientes durch den Beschluss Nr. 842/51 des Verkehrsministeriums an den Nationalstaat übertragen wurden. Das Abkommen wurde von der Regierung von Corrientes durch das Dekret Nr. 996/51 vom 28. April 1951 und von der Legislative von Corrientes durch das Gesetz Nr. 1949 vom 29. September 1951 gebilligt und somit durch das nationale Dekret Nr. 11593/52 vom 26. November 1952 genehmigt und in die Nationale Eisenbahn General Urquiza integriert.
1966 ließ die Bahn in Corrientes acht Lokomotiven und Waggons bauen. Am 1. November 1969 wurde die Bahn aufgrund des fortschreitenden Verfalls, der durch die Überflutung der Gleise und die unzureichende Wartung verursacht wurde, stillgelegt. Der letzte Zug fuhr zwischen dem 29. und 30. Oktober 1969 zum Bahnhof Corrientes. Zwischen 1970 und 1971 wurde das rollende Material verkauft. Als die Gleise abgebaut wurden, wurden auch die Gleise der Sociedad Anónima Río Paraná Azucarera (S.A.R.P.A.) bei der Zuckerfabrik Ingenio Primer Correntino abgebaut, was zu einem langen Rechtsstreit führte.

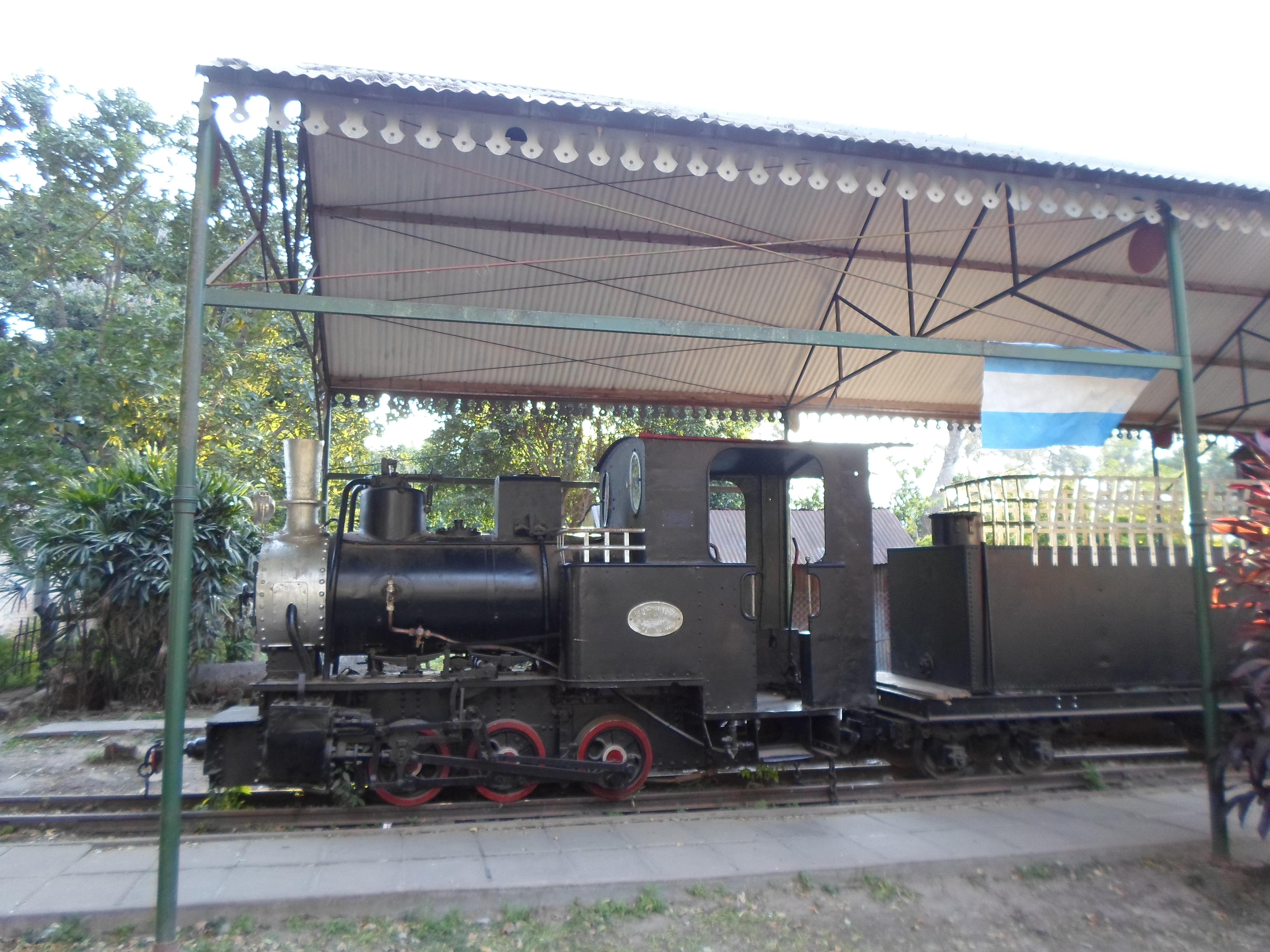
Henschel-Dampflokomotive der Ferrocarril Económico Correntino in der Estación Santa Ana de los Guácaras, 2013

In Santa Ana de los Guácaras gibt es ein Eisenbahnmuseum, in dem Ausstellungsstücke dieser Bahn gezeigt werden, und 2009 wurden Studien eingeleitet, um den Abschnitt zwischen Santa Ana de los Guácaras und der Zuckermühle Primer Correntino für den Tourismus zu reaktivieren.